# خبز غير مخمر
الخبز غير المُخمّر  والخبز الفطير (بالإنجليزية: Unleavened bread)‏ (بالإنجليزية: Unleavened bread)‏ هو أي نوع من مختلف أنواع الخبز غير المُحضّر من عوامل نفاشية. غالبية الأخباز غير المخمرة هي أخباز مفرودة؛ ولكن ليست كل الأخباز المفرودة غير مخمّرة. الأخباز غير المخمّرة كالتُّرتية والروتي، هي أغذية رئيسية في أمريكا الوسطى وجنوب آسيا.

## الأهمية الدينية

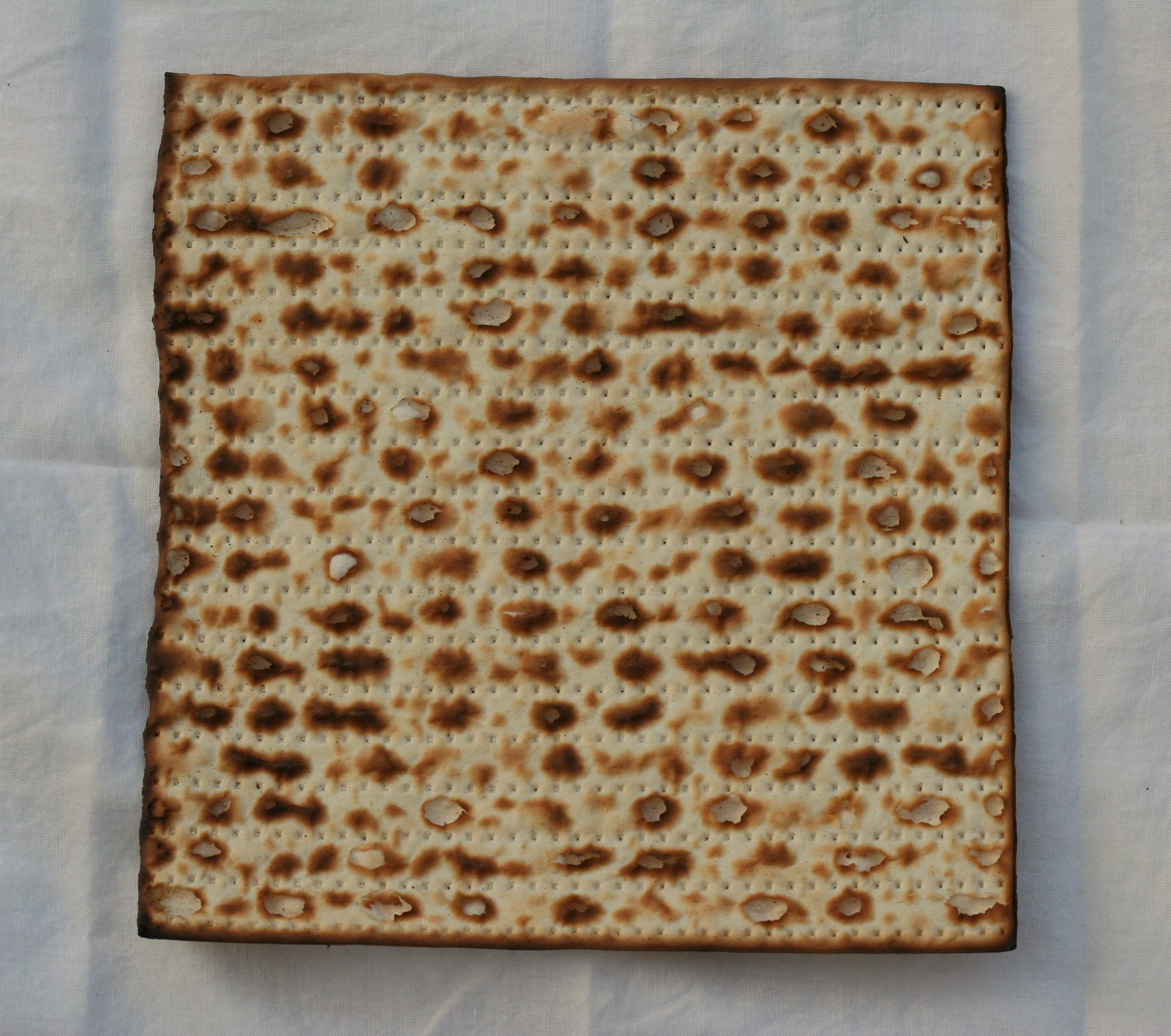
طبق المصة اليهودية تُؤكل في عيد الفصح اليهودي.

الأخباز غير المخمرة تحمل رموزاً دينيةً هامة في اليهودية والمسيحية. حيث يتناول اليهود الأخباز غير المخمرة كالمصة خلال عيد الفصح اليهودي - عدّة تقاليد لديهم تُفسّر هذا الاستهلاك. الأخباز غير المُخمّرة تُقدّم أيضاً في بعض الشّعائر الدينية لدى المسيحية الغربية خلال أفخارستيا، وهذه الشعيرة تعود إلى العشاء الأخير حيث كما يعتقدون أن يسوع قطع كسرة خبز مع الحواري خلال عيد فصح سيدر.

## تنويعات الخبز غير المخمر
- المصة - خبز يهودي مفرود.
- تُرتية الذرة - خبز مكسيكي، ومُنتشر في وسط أمريكا أيضًا.